# La Unión, Nariño
La Unión är en ort i Colombia.   Den ligger i departementet Nariño, i den sydvästra delen av landet, 500 km sydväst om huvudstaden Bogotá. La Unión ligger 1 721 meter över havet och antalet invånare är 15 061.
Terrängen runt La Unión är varierad. Runt La Unión är det tätbefolkat, med 257 invånare per kvadratkilometer. La Unión är det största samhället i trakten. I omgivningarna runt La Unión växer i huvudsak städsegrön lövskog.